# Szachtar Smolanka
Szachtar Smolanka (ukr. Футбольний клуб «Шахтар» Смолянка, Futbolnyj Kłub "Szachtar" Smolanka) – ukraiński klub piłkarski z siedzibą w Doniecku, w dzielnicy miejskiej Smolanka.

## Historia
Chronologia nazw:
- 19??—19??: Szachtar Smolanka (ukr. «Шахтар» Смолянка)

Drużyna piłkarska Szachtar Smolanka została założona w mieście Donieck w XX wieku. Zespół występował w rozgrywkach mistrzostw i Pucharu obwodu donieckiego.
W 1961 klub startował w rozgrywkach Pucharu Ukraińskiej SRR, gdzie w finale został pokonany 0:1 przez Start Czuhujiw.
Potem kontynuował występy w rozgrywkach Mistrzostw i Pucharu obwodu, dopóki nie został rozwiązany.

## Sukcesy
- Puchar Ukraińskiej SRR:

finalista: 1961